# Carlos Jorge Lebrecht de Anhalt-Köthen
Carlos Jorge Lebrecht de Anhalt-Köthen (en alemán, Karl Georg Lebrecht von Anhalt-Köthen; Köthen, 15 de agosto de 1730-Semlin, 17 de octubre de 1789) fue un príncipe alemán de la Casa de Ascania y gobernante del principado de Anhalt-Köthen.
Era el segundo hijo varón (aunque el mayor superviviente) del príncipe Augusto Luis de Anhalt-Köthen con su segunda esposa, Emilia, hija del conde Erdmann II de Promnitz-Pless.

## Biografía
Como joven príncipe, Carlos Jorge Lebrecht sirvió brevemente en el Ejército danés (1750-51) y, a partir de noviembre de 1751, en el Ejército prusiano.
En 1755, heredó Anhalt-Köthen tras la muerte de su padre.
Carlos Jorge Lebrecht fue nombrado caballero de la Orden del Águila Negra en 1780 y  ascendido a Generalfeldmarschall (mariscal de campo) en 1787.
Durante de las guerras otomanas de la década de 1780, contrajo fiebre y murió en Semlin (ahora Zemun), cerca de Belgrado.

## Matrimonio e hijos
El 26 de julio de 1763, Carlos Jorge Lebrecht contrajo matrimonio en Glücksburg con Luisa Carlota (Glücksburg, 5 de marzo de 1749-Köthen, 30 de marzo de 1812), hija de Federico (1701-1766), duque de Schleswig-Holstein-Sonderburg-Glücksburg, y por nacimiento princesa de Dinamarca como descendiente por línea masculina del rey Cristián III. Tuvieron seis hijos:
1. Carolina Luisa (Köthen, 8 de enero de 1767-ibidem., 8 de febrero de 1768).
2. Augusto Cristián Federico (Köthen, 18 de noviembre de 1769 - Schloss Geuz, 5 de mayo de 1812), príncipe y desde 1806 primer duque de Anhalt-Köthen.
3. Carlos Guillermo (Köthen, 5 de enero de 1771-batalla de Wattignies, 8 de noviembre de 1793).
4. Luisa Federica (Köthen, 30 de agosto de 1772-ib., 28 de diciembre de 1775).
5. Luis (Köthen, 25 de septiembre de 1778-ib., 16 de septiembre de 1802).
6. Federica Guillermina (Köthen, 7 de septiembre de 1780-ib., 21 de julio de 1781).